# 袁崇焕
袁崇焕（1584年6月6日—1630年9月22日），字元素，号自如（一说字自如），廣西梧州府藤縣籍，廣東東莞縣（今屬廣東省東莞市）水南村（臨近東江）人，據考為疍家人，明朝末年政治人物，萬曆四十七年（1619年）中進士，累官兵部尚书兼蓟辽督师，守衛山海關及遼東，构筑「关宁锦防线」，多次和後金部隊交战，曾指揮宁远之战、宁锦之战。對崇禎帝承諾“五年平遼”，得言聽計從，支給錢糧。後因誅殺毛文龍、在己巳之變護衛不力以及擅自與後金議和等事由被羅織入罪並被判以凌遲之刑。14年後，明亡於李自成；同年吳三桂引清兵入關。清乾隆年間，清政府為袁崇煥平反，但史學界對其際遇仍有爭議。北京市東城區龍潭公園有袁督師廟與纪念馆。

## 生平

### 家世背景
據考身份為疍家的袁氏家族，原漂泊西江的潯江一帶從事木材販運生意，往來廣西藤縣和東莞石龍，在袁崇焕一代時就定鄉於東莞水南，並將水上人所奉祀的三界神信仰帶到當地。
曾祖袁德光。祖父袁世祥。父袁子鵬。

### 早年生涯
袁崇煥幼年為人慷慨，富於膽略，好與人談論軍事。遇到退伍士卒，每每請教邊疆軍事情况，並有志於邊疆事務。他還喜歡遠遊，上京應試時，常順便遊歷，足跡幾遍天下。途中，他常與友人徹夜長談，內容亦多涉及軍事。
東莞水南陸居的袁姓宗族未曾接纳袁氏疍家，不將之列入族譜戶籍，相信袁崇煥當時是返回廣西藤縣「借籍」或「冒籍」參與科舉。万历四十七年（1619年），袁崇焕中式三甲第四十名进士，任福建邵武知县。天启二年（1622年）到京述職時，因御史侯恂舉薦其有軍事才能，升任兵部职方司主事。當時，後金兵勢正盛，王化贞大军在广宁覆没，朝廷惊惶失措；對於是否能夠鎮守住山海關，朝臣議論紛紛。袁崇煥卻在此時單騎出關考察局勢，兵部、家人都不知其蹤影。不久，他返回北京，上書報告关上局勢，并稱：“只要給我兵馬糧草，我一人足以守住山海關。”其膽識得到朝臣交口稱讚，他也因此升任兵备佥事，負責助守山海关，且獲朝廷批准，招募兵卒。
袁崇煥到達山海关後，成為辽东经略王在晋下属。當時，關外已被蒙古哈剌慎諸部控制，袁崇煥最初僅在關內駐守，很快即因任事干练得到王在晋倚重，奉其命移駐中前所，隨即又得令前往前屯卫，安置遼東难民。袁崇煥連夜出发，四更時分即進入前屯城內，将士无不佩服。事成后，王在晋上奏題名袁崇煥为宁前兵备佥事，負責宁远、前屯卫二城防衛，形成保護山海關外圍工事。宁远在最前线，前屯卫稍后。然而在防事安排中，兩人產生分歧。王主張在山海關外八里處的八里铺筑城守御，袁则認為该外围阵地太窄，并非良策，在爭辯無果之後，袁越級奏請首輔葉向高。经左光斗提议，大学士孙承宗以阁臣掌兵部事，巡视辽东。
当时后金攻破广宁后，又强令锦州、义州等处民众东迁。其中义州一部占领十三山，并多次击败后金部队进攻。后金久攻不下，筑长围困。十三山领袖杨三、毕麻子派人突围并向明军求援。袁崇焕请命：“派五千人镇守宁远，以壮十三山气势，并派遣其他部队参与营救。宁远距离十三山有二百里，进可占领锦州，退可坚守宁远，何必对十万人置之度外呢？”孫承宗向總督王象请教，王象乾认为关上军方无士气，请派遣关内三千人前往，孫承宗认为可行，于是告诉王在晋。王在晋则不同意营救，致使十三山民兵只有六千人脱逃。
孙承宗经过考察，认为王在晋在八里铺建重城的意见不可取，于是召集将吏商议。阎鸣泰主张在觉华岛，袁崇焕主张在宁远，王在晋和张应吾、邢慎言则坚持己见；最后，孙承宗采用了袁崇焕的意见。不久，孙承宗回京后上书明熹宗，请免王在晋的辽东经略职位，自任督师，镇守山海关，且更加倚重袁崇焕。袁对内安抚军民，对外整饬边防战备，成绩显著；且严厉执法，军纪大有改观。

### 領兵遼東

#### 宁远之战
天启三年九月，孙承宗决意坚守宁远（今辽宁兴城），当时僉事萬有孚、劉詔虽力劝而不听，并命令袁崇焕与满桂镇守宁远，袁崇焕开始领兵辽东。在宁远时，袁崇焕率领祖大寿、高見、賀謙等进行城墙修筑工程，次年工程结束，宁远城遂成山海关外重镇。当时城内士兵士气高昂，商旅昌盛。此时，袁崇焕父丧，其守丧的请求却被朝廷拒绝，而命其在职守制。
天启四年（1624年），袁崇焕与马世龙、王世钦等率领一万二千名部队东巡广宁（今北镇市），其位于锦州以北，相距后金重镇沈阳不远。其大军经大凌河的出口十三山，从海道还宁远。其胆识得到孙承宗赞赏，袁崇焕亦因功升为兵备副使，再升右参政。次年夏，孙承宗根据袁崇焕的策划，派遣诸将分屯锦州、松山、杏山、右屯、大凌河、小凌河各要塞，又向北推进了二百里，几乎完全收复了辽河以西的旧地。而此时后金大汗努尔哈赤亦将京城南移至辽宁沈阳，双方摆出进攻姿态，剑拔弩张，局势一触即发。

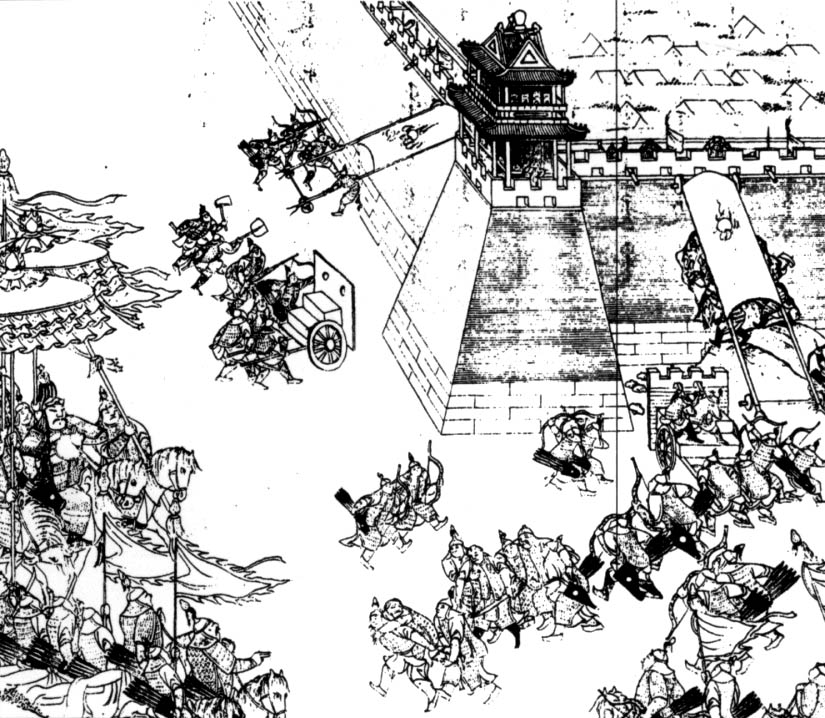
《清实录》中的宁远之战插图。

当时明朝朝廷内部魏忠贤等阉党大肆屠杀东林党人，其中杨涟、左光斗、魏大中、袁化中等大臣被诛杀，而在辽东边防立功的熊廷弼亦遭牽連。孙承宗亦被阉党人高第取代辽东经略职位。高第继任后，立即要求袁崇焕将辽东部队全部撤入山海关（一说撤入部队不包括宁远），袁崇焕与督屯通判金啟倧认为城池已收复，无理放弃撤退，于是极力反对，并抗命拒绝在宁远、前屯卫的部队撤退，高第下令放弃粮食十余万石，撤退途中死伤甚多，军民纷纷气愤难当，许多物資在撤退過程中既沒有撤離，也沒有銷毀，最終盡為後金所得，明軍物資損失慘重。之後，锦州、右屯、大小凌河、松山、杏山等部队被撤去。袁崇焕请求回家守父丧，未被批准。同年十二月晋升按察使，依然守卫辽东。
天启六年（1626年）正月，努尔哈赤率领后金部队渡过辽河，二十三日抵达宁远城下（一说正月初十抵达宁远，未予马上攻城）。当时，明朝朝廷得到急报，兵部尚書王永光等廷臣讨论战时，各个束手无策。辽宁經略高第、山海关总兵楊麒则擁兵山海关，不去援救。《明史》記載当时朝野上下皆认定宁远肯定守不住。而宁远城中，袁崇焕则与大将满桂、副将左辅、朱梅，参将祖大寿、何可纲等将士誓死守卫城池。他甚至写血书告示传阅，并向士卒下拜，全军上下士气高昂，决意死战。袁崇焕还下令前屯守将赵率教、山海关守将杨麒，凡有宁远城的逃兵回去，一概斩杀。二十四日，后金部队开始进攻宁远城，其先锋围城部队为两万铁甲骑军，其用铁裹车撞击城墙，并用铁锹挖掘墙脚，城墙被挖成凹龛；明军则采用阶石碾压城外后金部队。袁崇焕还使用紅衣大炮，重创城外后金兵。次日，后金军因當時天氣過於寒冷，寧遠的城墻雖然被挖了不少洞，但卻始終沒有坍塌，再攻未能攻下城池。后金军之後撤退，改道离城五里的龙宫寺扎营，改为攻击觉华岛，覺華島上的軍民被屠戮一空，傷亡萬餘，島上糧食、房屋、船隻的損失也非常大。宁远之战为后金军的首败，努尔哈赤亦因此耿耿于怀宁远解围后，明熹宗採納兵部尚書王永光的建議，不追究覺華島慘敗一事，將此一役稱為「大捷」，以激勵士氣。明熹宗嘉奖广宁军功劳。袁崇焕随即升任右僉都御史，而满桂等大将也纷纷升职。而高第、楊麒因不援宁远和觉华岛而免职，以王之臣、趙率教取代。

#### 关宁锦防线

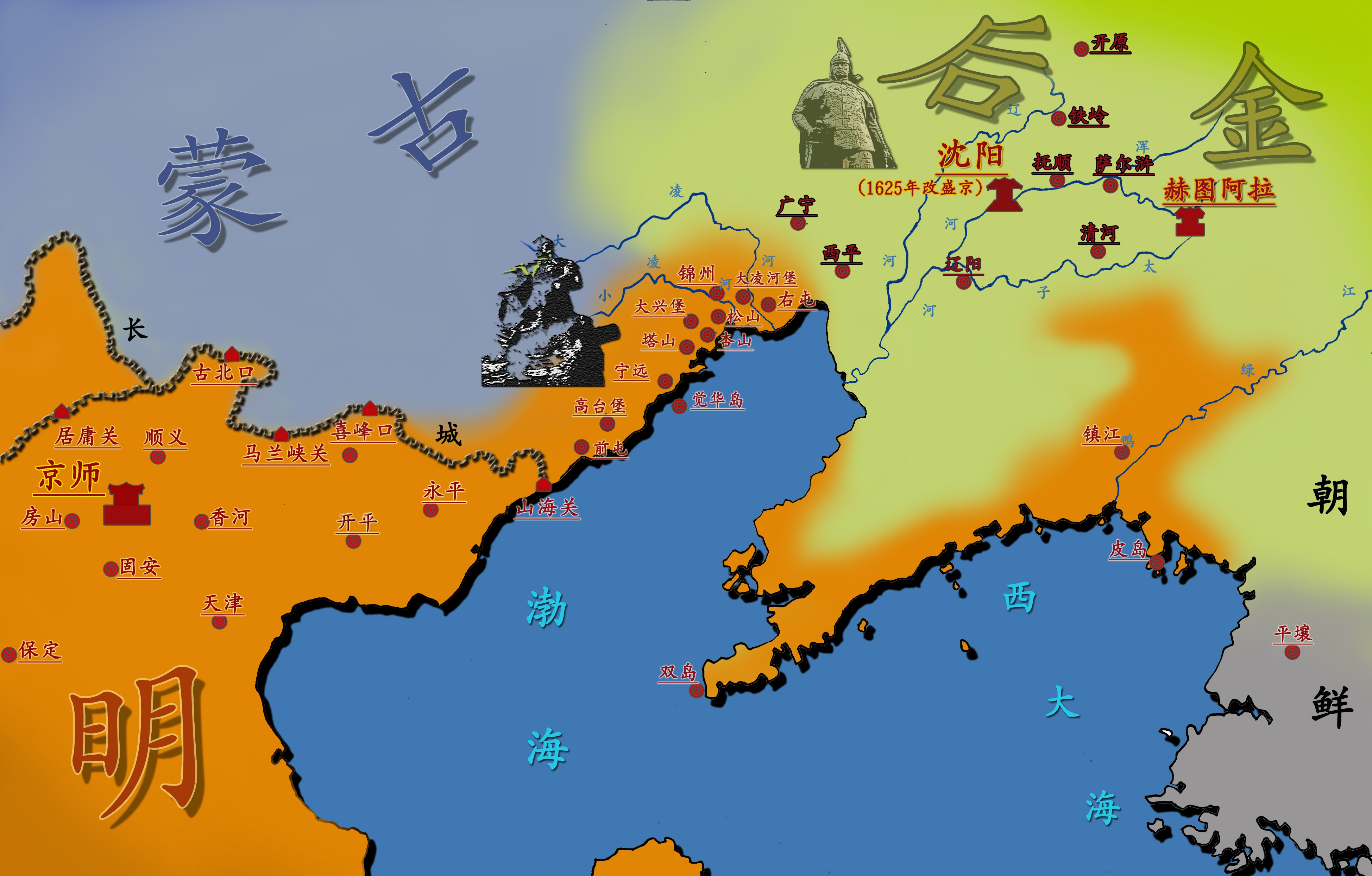
明天啟四年（1624年）东北實際态势图

天启六年（1626年）三月，袁崇焕因功升至辽东巡抚，负责辽东及山海关等地，并开始经营关宁锦防线。袁起初辞赏，后明熹宗坚持原意。然而，魏忠贤见其地位上升，于是增加提防，并派遣其亲信太监刘应坤、纪用到宁远监军。袁崇焕上疏反对，但不被采纳。后朝廷为安抚袁崇焕，提升其为兵部右侍郎，并赏银币，子孙世袭锦衣千户。在此时，满桂因为宁远之战中赵率教未能亲自援救而互相指责，袁崇焕与满桂之间产生激烈冲突，袁上奏请求遣其镇守其他城镇，于是满桂被召还北京。而当时经略王之臣极力反对，并请求朝廷命其镇守山海关。朝廷为了缓和各方矛盾，命令王之臣专守关内，而关外士兵将领皆由袁崇焕派遣。之后袁崇焕自悔，请求朝廷依照王之臣建言。满桂遂被调遣镇守山海关，并持尚方宝剑、统领关内外部分军队。
基于对廷臣诽谤的担心，袁崇焕上了一道奏章，提出守辽的基本战略。其主张：一、用辽人守辽土；二、屯田，以辽土给养军队，可以减少海运；三、以守为主，等待机会再出击。他担心立功之后，清兵必定会使反间计，散播谣言，而本国必定有人妒忌毁谤。此奏折得到明熹宗的嘉许。同年冬天，袁崇焕率领赵率教以及两名特务太监刘应坤、纪用，兴办防御工事及屯田，逐渐收复高第此前放弃的土地。事后，袁崇焕上奏赞许这两名太监的功劳，魏忠贤、刘应坤、纪用三人都得到了封赏。袁崇焕还上奏进言：明朝部队不善于野战，只能凭借固守和大炮防御的策略。并要求增加四万部队去修筑松山城等防御设施。后都得到明熹宗的批准。

#### 后金和议
因为宁远之战后，明朝急于修建防御工事；而后金则急需军需补给，巩固统治。天启六年八月，后金首领努尔哈赤病逝，袁崇焕派遣使者去悼念，以窥视其虚实。后金的继任者皇太极派遣使者到袁崇焕处，双方欲议和，皇太极甚至自降身份称臣。议和同时，后金部队趁机进攻朝鲜。天启七年一月，皇太极在遣使答复的同时，渡过鸭绿江。当时明朝朝廷议论议和之事，王之臣以宋朝与金朝的议和历史附议而弹劾袁崇焕。朝廷召还王之臣回京，并取消辽东经略职位不再设，而山海关内外部队皆由袁崇焕调遣。之后袁崇焕趁后金部队主攻朝鲜时，派兵修建錦州、中左、大淩的防御工事。皇太极因此抗议其缺乏和平诚意，并提议划定疆界。当时朝鲜受困、驻守朝鲜的毛文龙告急，于是明朝朝廷命令袁崇焕发兵救援，其用海军援助毛文龙，又派遣左輔、趙率教、朱梅等九名将领率领精兵九千进攻三岔河，形成牵制局势。不过当时朝鲜已经被后金部队占领，于是诸将返回辽东。
袁崇焕议和之初，明朝朝廷并不所知。当时奏报时，明熹宗起初赞许其方，后改变看法认为并非良策，于是频繁下旨禁止。袁崇焕则因为要修筑防御工事而坚持己见。当时朝鲜与毛文龙部队被后金进攻，朝廷中言官认为是因议和所招致的。同年四月，袁崇焕上书道：“关外四城有四十里地，有屯兵六万，商民数十万，现在地少人多。必须修筑錦州、中左、大淩三城，才能转移商民、大量屯田。如果城墙在修筑前敌兵入侵，届时势必撤退，那么此前的努力都失败了。现在趁后金进攻朝鲜，于是用缓兵计为上。当敌方得知消息后，城防已成，于是关外四百里地则可固若金汤了。”之后明熹宗得报后嘉奖。虽然朝廷议论纷纷，不过袁崇焕的山海关-宁远-锦州（關寧錦防线）防线基本构建完成。

#### 宁锦之战

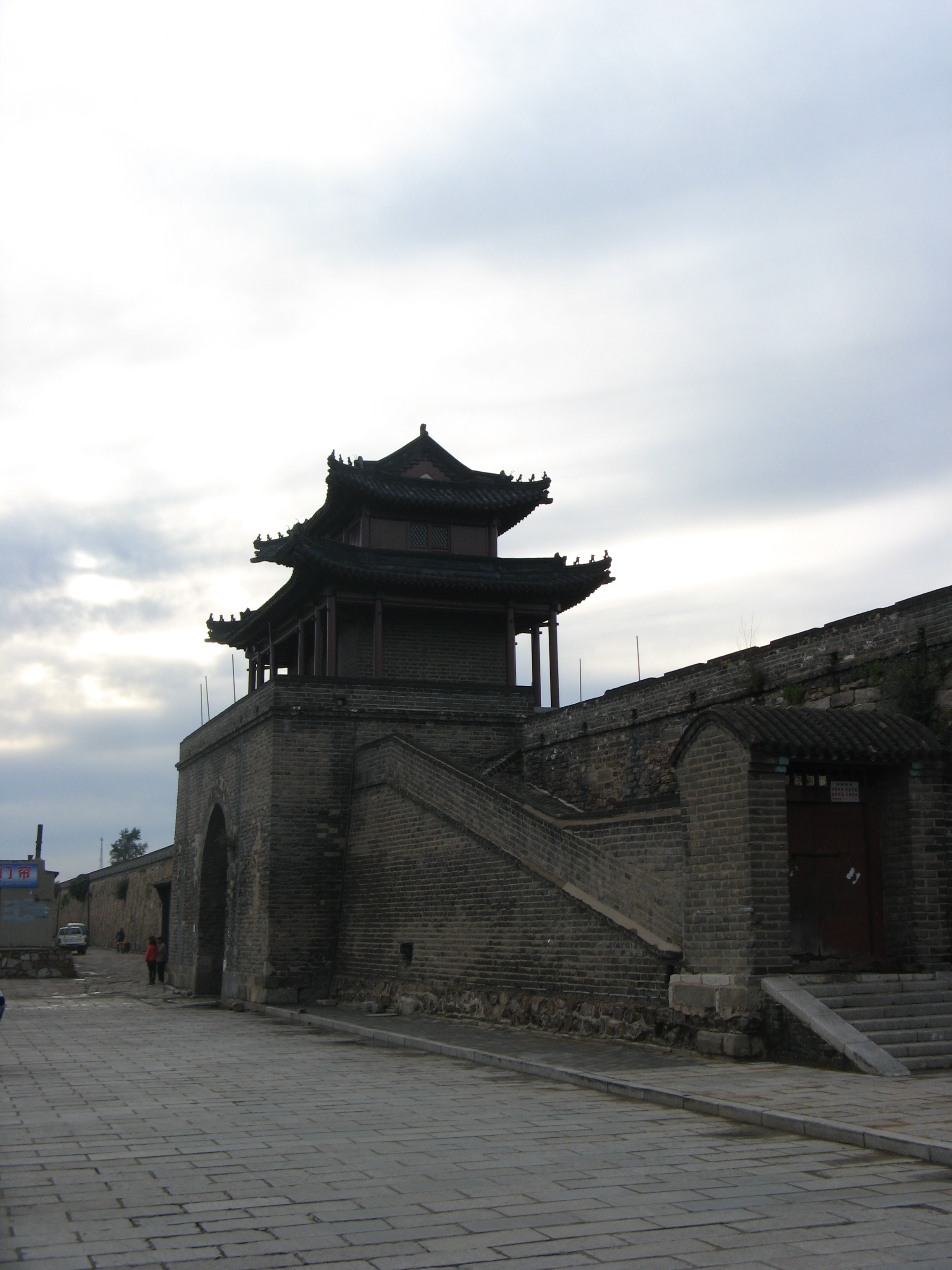
明代宁远卫北门威远门，上部城楼为重建

天启七年（1627年）五月，朝廷命令尤世祿代替赵率教守卫锦州，尤世祿尚未抵达时，皇太极亲率正黄旗、镶黄旗、正白旗、镶白旗精兵，进攻辽西，攻陷明朝大凌河、小凌河两个要塞，随即进攻宁远的外围要塞锦州。五月十一日，后金部队抵达锦州，并四面围城。赵率教率部环城而守，并以缓兵计派遣使者求和，使者三次返回并未成功，而皇太极攻城愈急。袁崇焕于是派遣祖大寿和尤世禄带了四千精兵，绕到清军后路去包抄，又派水师去攻东路作为牵制，并请求关内部队救援。当时明朝朝廷命山海关的满桂移师前屯，而驻守三屯的孫祖壽移师山海关，宣府的黑雲龍移师一片石，薊遼總督閻鳴泰移师山海关；又派遣昌平、天津、保定兵馳援上關；并命山西、河南、山東的部队进行备战。
锦州城内，赵率教与前锋总兵左辅、副总兵朱梅等率兵奋勇死战，和后金部队从五月十一打到二十八日，之后皇太极久攻不下，转而去分兵攻宁远。当时袁崇焕与中官應坤、副使畢自肅督军并在城上进行炮击；而驰援的满桂、尤世禄、祖大寿等在城外大战，后双方死伤惨重，满桂身负数箭。后金部队见无法攻下宁远，于是改为进攻锦州。六月初四，皇太极增兵猛攻锦州，锦州城中使用大炮、火炮、火弹和矢石等武器，清兵受创极重。于是次日皇太极退兵，并拆毁大凌河、小凌河两个要塞，史称“宁锦之战”，为明朝与后金交战的第二次大胜，而满桂、赵率教功劳最大。
虽然袁崇焕带兵辽东大战后金，明朝内部阉党魏忠贤则控制朝廷，朝廷內部阿諛奉承，当时各地巡撫官員纷纷为其修建生祠。天启七年四月，袁崇焕上奏折，称颂魏忠贤的功德，并要求在宁远、前屯两地为魏忠贤修建生祠。尽管如此，宁锦之战后，当时朝廷论功行赏，受赏者数百人，廷臣纷纷赞许此战功劳为魏忠贤调度有方，其中魏忠贤的义子亦因此封侯，然而袁崇焕只升一级。当时兵部尚书霍維華认为不公，上疏请求让荫，魏忠贤亦拒绝其请求。相反，魏忠贤派使其党羽以袁不救锦州为由，弹劾袁崇焕。袁崇焕不得已请求辞职告老还乡，同年七月获准，而王之臣代為督師兼遼東巡撫，满桂镇守宁远。

#### 再次复出

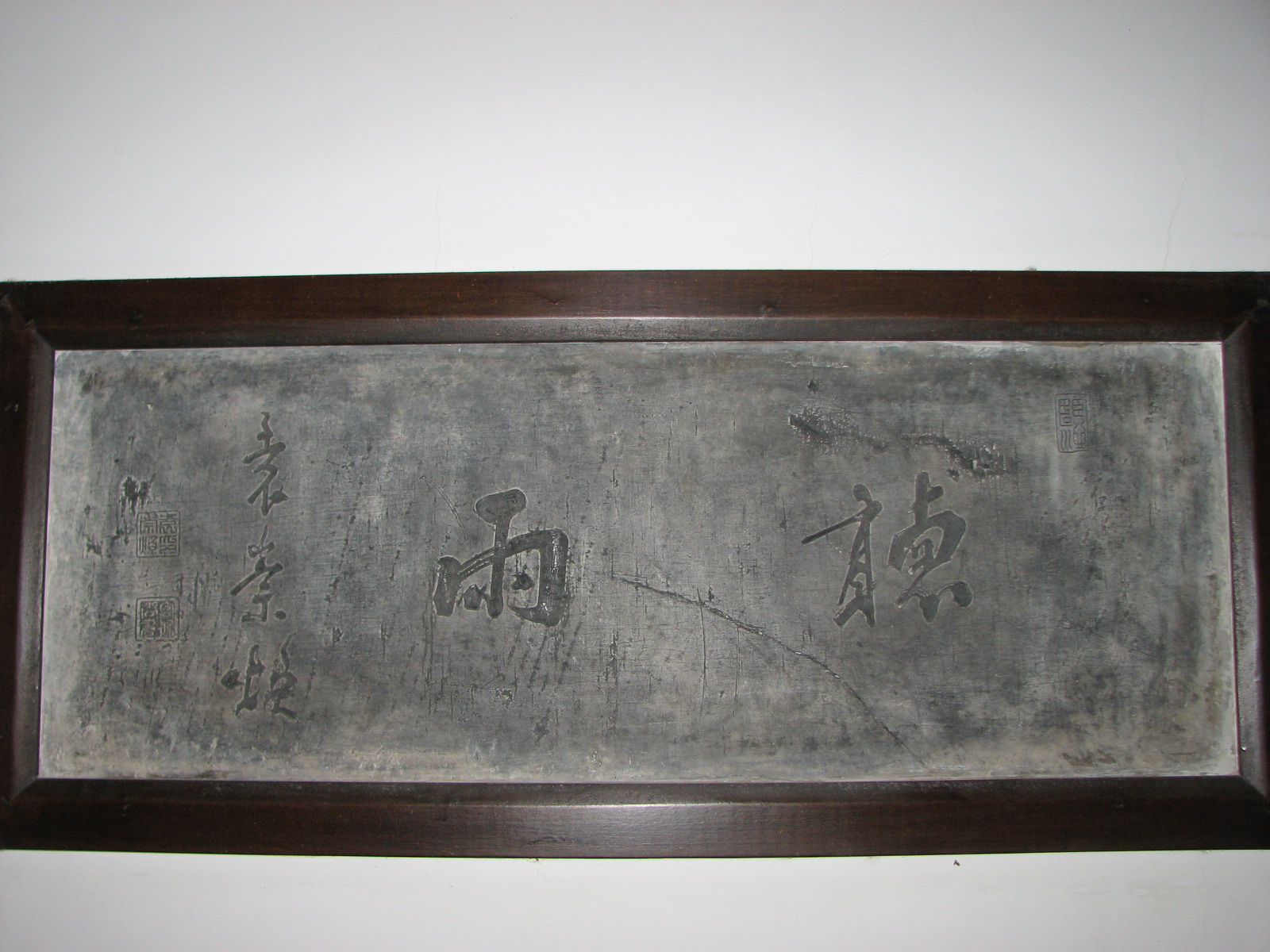
袁崇焕手迹「听雨」

天启去世，崇禎即位，建立东林党内阁，魏忠賢被誅，朝臣紛請召袁崇煥還朝。崇禎元年（1628年）任命袁崇煥為兵部尚書兼右副都御史，督師薊、遼，兼督登、萊、天津軍務。七月，崇祯帝召見袁崇煥。期间，袁崇煥慷慨陳詞，計劃以五年復遼，並疏陳方略。袁崇焕表示其在边关立功，唯恐朝廷人士妒功中伤。崇祯帝请袁无须疑虑，其自有主持。大学士劉鴻訓上书请崇祯帝收回王之臣、满桂的尚方宝剑。崇祯皇帝即賜崇煥尚方寶劍，在復遼前提下，可以方便行事。此外，皇帝再加奖勉，赐他蟒袍、玉带与银币。袁崇焕领了银币，但以未立功勋，不敢受蟒袍玉带之赐，上疏辞谢。
袁崇焕还未到任，已发生宁远兵变。起因是公家欠饷四月，四川与湖广軍人于是先行哗变。士兵把巡抚毕自肃、总兵官朱梅等缚在谯楼上。兵备副使郭廣于是把官衙库房中所有的二万两银錢拿出发饷，并向宁远商民借五万两，哗变始解。毕自肃引罪自杀。同年八月，袁崇焕到达辽东，逮捕張正朝、張思順等十五人并斩首于集市，此外，斩杀中軍吳國琦、惩罚參將彭簪古，并罢免都司左良玉等四人，兵变始定。
哗变改变辽东部队的驻守布局：祖大寿仍镇守锦州；何可剛升任都督僉事，代替解任后的朱梅，宁远、锦州合镇；赵率教则转移至山海关；而袁崇焕亲自镇守宁远。因为毕自肃已死，袁崇焕上奏请撤消辽东巡抚职位，并罢免登萊巡撫孫國楨、取消该巡抚职位，崇祯皇帝均批准。此外，袁崇焕又撫慰哈剌慎三十六家，稳定边疆安定。崇祯二年，崇祯帝加封其为太子太保，并赏赐蟒衣、銀幣。

#### 誅杀毛文龍
崇禎二年（1629年）袁崇煥與內閣輔臣錢龍錫談到平遼事宜时，提及其欲除去毛文龙。天启四年至七年中，毛文龙多次袭击清军，都遭失败，此后在皮岛驻扎。因此東林黨人工科給事中潘士聞、尚寶卿董茂忠上书弹劾请撤毛文龙。兵部商议时，袁崇焕提议派遣官员至皮岛管理兵餉核查銀錢帐用，而遭到毛文龙抵制，因此招致袁崇焕不悦。
崇禎二年一月，袁崇煥要求東江鎮的糧食必須由他來發送，但是依然保持東江鎮的補給，並禁止商船賣走私的枪炮給東江鎮。並在同時賣糧食給归降明朝的蒙古部落，进而讓明军内招募蒙古士兵。
同年六月初一，袁崇焕与毛文龙在旅顺附近的岛山会见，并商议军事。经过连续三日的谈判，毛文龙始终不接受袁崇焕主张的“皮岛设文官监军；粮饷由宁远转发；改编部队”等建议，谈判失败。之后袁崇焕劝其归乡，而毛文龙则称自己了解辽东局势，并能解决满洲、顺势攻占朝鲜。此后，袁传副将汪翥上船密议，通宵部署誅杀毛文龙。初五，袁崇焕邀毛文龙一起检阅将士比赛射箭，但袁提出几件事来责问毛文龙，毛文龙抗辩。袁崇焕命人除下其衣冠并捆绑，毛文龙仍称自己无罪有功。袁于是宣布毛的“十二大罪狀”，祭出尚方宝剑、誅杀同样有尚方宝剑的毛文龙。毛文龙有部下为其求情，称毛没功劳也有苦劳，被袁崇焕斥退。
袁虽然誅杀了毛文龙，但虑其部属有变，于是谕示只誅杀毛文龙一人，其余免罪，并命原皮岛副总兵陈继盛继任。此外，并增加兵饷至十八万两白银。此后的奏折中，袁崇焕上疏陈述毛文龙因拒绝设文官监军、粮饷由宁远转发、瞒报兵力、杀良冒功等罪恶，而决议谋杀毛。崇祯帝以兵减饷增而生疑，不过仍然接受袁崇焕的提议。此后，袁崇焕整顿全部辽东及登萊、天津部队，共有士兵十五万三千余人、马匹八万一千余等。

### 己巳之變
崇祯二年（1629年），蒙古与女真发生严重饥荒，蒙古诸部请求袁崇焕开粜互市，后崇祯严令只准按口换粮。同年六月，翰林院编修陈仁锡出使辽东，认为这是偷袭女真的最佳时机，同时，王怀达、陈国威二人又预料到了指出了皇太极的军事行动，但袁崇焕虽然没能采取行动，仍上奏称及后金会绕道蒙古进攻明朝。
同年十月二十七日，皇太极联合喀喇沁，繞境蒙古朵颜部地盘破长城喜峰口而入。十月二十八日，袁崇焕在宁远得警，马上令山海关总兵入援遵化，锦州总兵祖大寿入关后继。十一月初四，赵率教战死于三屯营，袁崇焕率兵至山海关。十一月初五，袁崇焕率军进入蓟镇。十一月初六，袁崇焕到达永平，得报遵化已于十一月初三被攻陷，巡抚王元雅被杀。袁崇焕在榛子镇接到崇祯圣旨，获得调度指挥各镇援兵之权。
十一月初九，袁崇焕到达顺天府蓟州。十一月初十，袁崇焕进入蓟州，以关宁兵布防蓟州西部各地。而当时孙承宗指出应该守蓟州三河一线，否则皇太极越蓟州三河则可直扑北京。十一月十四，袁崇焕获报，后金军已经蓟州穿越而过，袁崇焕被动急追。十一月十六夜，袁崇焕赶在后金部队前到达北京左安门，在广渠门外驻营。崇祯帝迅速召见袁崇焕，并深加慰勞并谈论战事。袁以士兵疲劳为由请求入城休整，但未得到批准。十一月二十日，袁崇焕、祖大寿领关宁兵九千人和莽古尔泰、阿巴泰、阿济格、多尔衮、多铎、豪格带领的后金左翼大军、护军及蒙古兵大战于广渠门，双方互有死伤，后金军伤亡数百后退去。

### 下獄磔殺与影响
当时后金所入隘口乃蓟州太守刘策所辖，而袁崇焕一得到消息立刻千里赴救，自谓有功无罪。然而都人突然遭到兵灾，谣言纷起，说崇焕纵敌拥兵。而大臣也因为从前和议的事情，称其引敌胁和，将为城下之盟。此外，清军设反间计，传闻袁崇焕与清军定有密约，并縱放捉获的宦官听闻后遣返回明廷去。其宦官告诉崇祯帝，加重了崇祯帝的疑心。
同年十二月，崇祯帝召袁崇焕、满桂、祖大寿入殿质证，袁崇焕不能对证，崇祯帝于是下诏逮捕袁崇焕入锦衣狱。在一旁的祖大寿战栗失措，出殿后即刻带兵返回山海关，直到后来接到崇祯要求袁崇焕写的信才返回。之后，满桂被拜为武经略，赐尚方剑，指挥来援各部。而当时已经退到良乡的皇太极听闻袁崇焕下狱事后，亲率大军再次进逼京城。崇祯帝要求满桂出兵对敌，满桂则以“敌劲援寡，未可轻战”为由，坚持防守。然而在多次催促下，同月十五日满桂还是不得已，领黑云龙、麻登云、孙祖寿诸大将，移营永定门外二里，十六日被后金军以精骑四面包围，大败，满桂及孙祖寿战死，黑云龙、麻登云被擒。这时距离袁崇焕下狱才半个月。
祖大寿被袁崇焕修书召回后，欲以战功救袁崇焕，收复了永平、遵化一带，皇太极退回辽东。然而，崇祯三年（1630年），经过半年多的审判，袁崇焕仍被以“通虜謀叛”、“擅主和議”、“專戮大帥”的罪名遭判凌迟，死於北京甘石橋，并流放其妻妾、子女及兄弟等人两千里，其余不予究问。
|                       | 一生事业总成空，半世功名在梦中。死后不愁无将勇，忠魂依旧守辽东。 |
| ——袁崇焕刑前遗言[167] |                                                                  |
崇煥伏刑之慘情，令人毛骨悚然。當時北京百姓都认为袁通敵，恨之入骨，纷纷生吞其肉。崇煥死後，佘氏義僕為其收斂骸骨，葬於北京廣渠門內廣東義園，並從此世代為袁守墓。平民程本直為袁向崇禎帝上書爭論，兩年後於西巿斬首。皇室特務錦衣衛又指一木匠為袁的奸細，后者不久被殘酷殺害。
乾隆四十九年（1772年），清高宗下诏为袁崇焕平反。不過，整起事件有些地方還有不同看法，有待未來進一步釐清。

## 后世与纪念

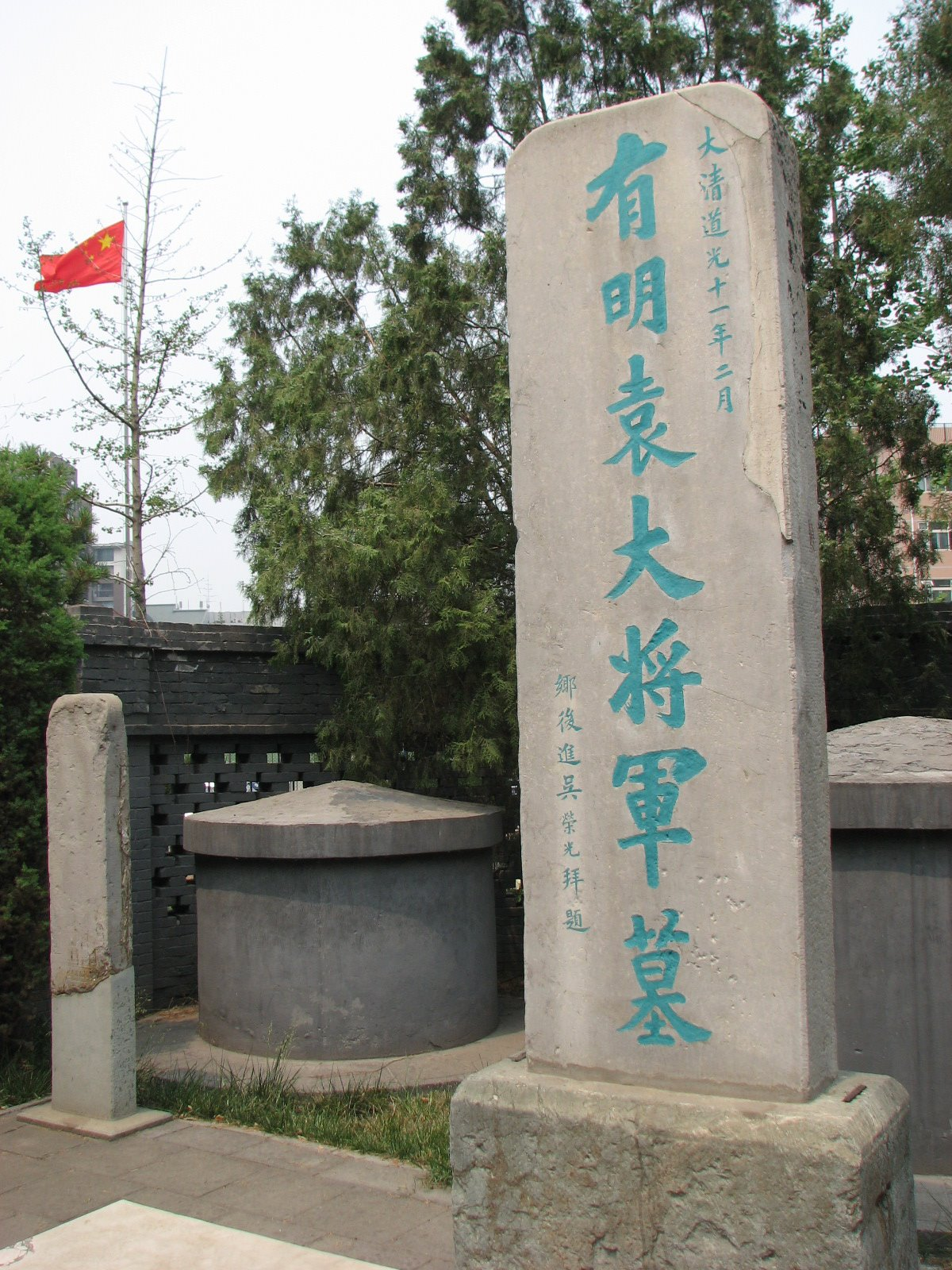
袁崇焕墓与碑

按《清史稿》，袁崇焕死后，其遗腹子袁文弼被编入宁古塔汉军正白旗，其后清末著名的富明阿、寿山等俱是袁崇焕后裔。但按《明史》本传，袁崇焕无子，《清实录》更记载袁崇焕以堂弟袁文炳之子为嗣。
袁崇焕處死當晚，一佘姓義士冒死将朝廷打算“传视九边”的袁首级偷葬於家中，被稱爲“冒死葬忠魂”，临终前给后世子孙留下了遗训：一不许再回广东老家，要世世代代为其守墓，二不许做官，三不许不读书。自此，佘家后人秘密守护，直到乾隆年间，守墓才转为公开。1992年，在原址重建袁崇焕墓。2002年，開始全面整修袁祠向游人開放。从1630年至今，佘家的后代为袁守墓近四百年。2020年8月12日，袁崇焕墓第17代守墓人佘幼芝去世。袁崇焕纪念馆位于北京东城区花市斜街广东义园旧址，包括原来的袁崇焕祠墓，袁崇焕手迹《听雨》以及康有为题写的“明袁督师庙记”手书等珍贵文物将珍藏于该纪念馆。原墓堂廊柱曾悬有康有为所书对联。
|  | 自懷长城慨今古，永留毅魄壮山河。 |

此外，在广东东莞有袁崇焕纪念公园，位于广东省东莞市石碣镇水南村。由该镇村民与海外袁氏宗亲捐资1点2亿元人民币，在明代袁氏故居遗址兴建，占地共11万平方米。包括袁故居、袁督师祠、雕像、衣冠冢、三界庙等。
其領兵時的東莞子弟兵多疍家人，戰中常用的呼號和口令「掉哪媽，頂硬上！」可溯源鹹水歌。2010年7月，原位于袁崇煥雕像的基座、刻有「掉哪媽！頂硬上！」的袁氏金句，因为其是粗口，被当地政府鑿去，事件引起廣州市輿論和民眾強烈不滿，最终导致廣州市民组织捍衛粵語行動。

## 评价与争议

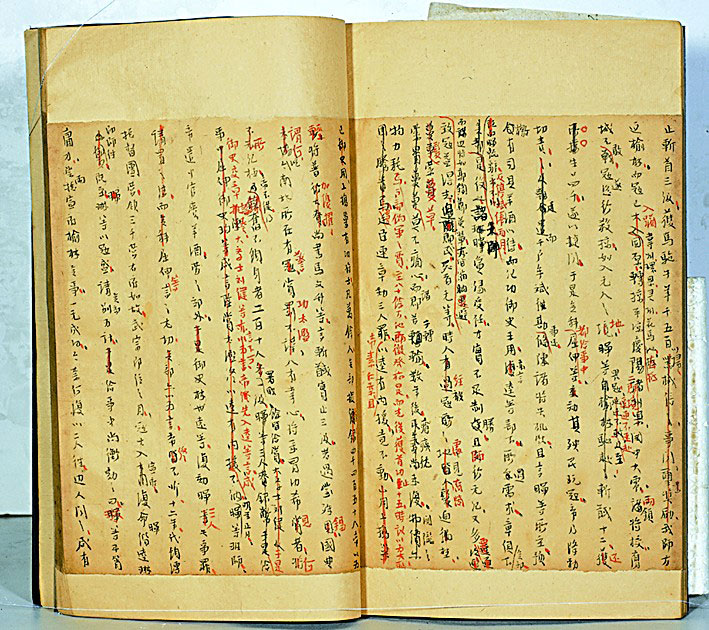
朱笔批改过的万斯同《明史稿》（《明史》底稿之一）。因政治需要，正史编纂过程中的篡改不可避免。

袁崇焕极具争议，关于其事迹、评论几百年来一直争论不休，正如孟森在《明本兵梁廷栋请斩袁崇焕原疏附跋》中提及，明末时期历史记载十分混乱，即使是与其耳目相关的人，其恩怨纠葛也尤其复杂。其中，主要争议的集中点是袁崇焕杀死毛文龙、是否背叛明朝政府等。
袁崇焕在辽东时的同事王在晋在《三朝辽事实录》中表示，袁崇焕虽然死于国法，但是其在宁远之战等战绩功劳不应埋没。
明末时期大将徐石麒则认为袁崇焕表面主战而实际主和，并以杀毛文龙示信后金。
作为敌对政权的清朝政府，对袁崇焕赞赏有加。张廷玉等在官方史书《明史》中主张袁崇焕妄杀毛文龙，而崇祯帝误杀袁崇焕。此指使自毁长城，加速了明朝的滅亡。而乾隆皇帝亦表示，袁崇焕虽然与清朝为难，但是忠于职守，只是因为明朝皇帝昏庸，以至于被斩杀，值得怜悯。
而在文人学术中，相关的争议则更为突出。明末清初文人计六奇在《明季北略》主张袁崇焕以尚方寶劍诛杀毛文龙，如同宋朝时期秦桧用十二道金牌矫诏杀岳飞，但是认为崇祯皇帝杀死袁崇焕为冤。中华民国初年，梁启超在《袁督师传》则赞赏袁崇焕在历史中的重要作用为“以一身之言动、进退、生死，关系国家之安危、民族之隆替者”。中华人民共和国時期，毛泽东也主张袁崇焕为“爱国领袖”，并要求北京政府保护其祠庙。
部分学者认为袁崇焕杀毛文龙为泄私愤。也有说有证据毛文龙当时要降女真，袁崇焕杀毛文龙的事情“一无错处”。按袁崇焕上疏，毛文龙死前六个月早已无生（除非完全接受袁崇焕控制，而非名義服從），并不是因为毛文龙叛国。毛文龙被杀后有徐尔一等人上疏为其鸣冤。三個月後就發生了“己巳之變”，清軍兵臨北京城下，明廷大臣们多归因于毛文龙死后女真无后顾之忧所致。

### 历史评价
- 生卒明代
  - 王在晋：“毛文龙径袭辽阳，旋兵相应，宁锦之围解，文龙与有力焉。此出于崇焕之自陈，剧称其牵制之功，则文龙何可杀耶？文龙杀而虏直犯京城，明知而故悖之，崇焕之祸，其真自取耳！”（王在晉明末高官，天啟間官南京兵部尚書，崇禎初於袁崇煥之後轉任兵部尚書）
  - 余大成：“力捍危疆，而身死门灭，其得罪大略相似。但武穆有子霖、孙珂，能白其冤。而督师竟允绝，圣世谁复为《金陀粹编》者？可叹也！”（見《剖肝录》，作者萬曆進士，供職兵部，崇禎初參與保衛京師，安撫袁崇煥部下的關寧軍）
  - 杨惟和：“十余年奴氛孔炽，士卒畏敌，不畏将帅。袁崇焕一振起之，而将士始用其命，军民始安其生，天下壮之，真今之方叔也”（天啟中都察院右副都御史楊惟和疏略，見朱長祚《玉镜新谭》卷之四）
  - 夏允彝：“自有辽事，所用人，鲜能有胜任者。当时所望成功，惟熊廷弼、袁崇焕、孙承宗为庶几；而武臣如刘綎、杜松、满桂、祖大寿、吴三桂，其最著也。”（《幸存录》）

- 明遺民未應清朝科舉者
  - 谈迁：“初，虏势张甚。人心惶骇欲遁。自崇焕坚拒，气始振。……藤县（袁崇焕）之于东陲，亦勋劳多矣！初，经略高第议弃宁前锦右。果如其说，则辽西将非国之有也。赖藤县力持，成宁远之功，士气少奋。”（《国榷》）
  - 朱舜水：“奴虏种类，原自不蕃。先年李宁远以奴隶儿子畜之，玩之掌股，使其长养内地，知我虚实情形；又加以龙虎将军名号，使得控崇别部，狡焉启疆，失于防御，遂灭北关、白羊骨诸种，益致彼猖。又贼臣杨镐、袁崇焕前后卖国，继丧辽阳、广宁，滋蔓难图；然犹二十年蹂躏，三韩、燕云屹然无恙。即曾两入朔易山东，未敢公然盘踞。祗因流寇攻陷京城，惨杀文武。吴三桂愚呆竖子，失于较计，欲报家仇，勾引入寇；逆虏遂令三桂为导，乘机掩袭北京。”（《阳九叙略》）

- 清廷君臣
  - 努尔哈赤：“朕用兵以来，未有抗颜行者。袁崇焕何人，乃能尔耶！”（《清史稿·本纪一》）
  - 乾隆帝：“袁崇焕督师蓟辽，虽与我朝为难，但尚能忠于所事，彼时主暗政昏，不能罄其忱悃，以致身罹重辟，深可悯恻。”（《大清高宗纯皇帝实录》）
  - 张廷玉：“崇焕智虽疏，差有胆略，庄烈帝又以谗间诛之。”（語出《明史·列传第一百四十七》，乾隆時欽定明史，以張廷玉兼國史館總纂，張廷玉即張英子）

- 晚清
  - 康有为：“夫袁督师之雄才大略，忠烈武棱，古今寡比。其遗文虽寥落，而奋扬蹈厉，鹤立虹布，犹想见鲁阳挥戈、崆峒倚剑之神采焉。”“若吾粤袁督师之丧于谗间也，天下震动，鬼神号泣，明社遂屋，余祸烈烈，波荡至今。呜呼，天下才臣名将多矣，谗死亦至伙，而恻恻于人心，震惕于敌国，非止以一身之生死系一姓之存亡，实以一身之生命关中国之全局，则岂惟杜邮、钟室、凉风、金牌之凄感也。……假若间不行而能尽其才，明或不亡。”（《袁督师遗集序》）
  - 韩文举：“以叔季衰亡之国，撄犬羊暴起之众，自有历史以来，未有能取胜者，能取胜自督师始。且不徒取胜而已，实足制敌死命而无难，是中经营惨淡，殆非寻常英雄所能胜任。夫知敌所长而避之，侦敌所短而乘之，难矣；然犹非至难也。大败之后，人无固志，胡尘乍起，望风而逃，于此而欲振作士气，俾将卒去其畏敌之心，起其灭敌之望，宁非难中之至难者哉?以此而论督师，殆天人不可及欤！”（見《清代通史》第一卷第一篇，作者為康有為門下）
  - 梁启超：“使督师以前而有督师其人者，则满洲军将不能越辽河一步，使督师以后而能有督师其人者，则满洲军犹不能越榆关一步，故袁督师一日不去，则满洲万不能得志于中国，后金军之处心积虑，以谋督师宜也。而独怪乎明之朝廷自坏长城，为敌复仇，以快群小一日之意见，而与之俱尽，古今冤狱虽多，语其关系之重大，殆未有袁督师若者也。”“若夫以一身之言动、进退、生死，关系国家之安危、民族之隆替者，于古未始有之。有之，则袁督师其人也。”[195]
  - 汪荣宝：“明自用兵以来，督师者如熊廷弼、袁崇焕、孙承宗辈，皆以盖世之才，能称其职；而诸将委身许国，效死不屈者亦前后相望。”（《清史讲义选录》，原名《本朝史講義》，成書於清末執教譯學館時）

- 民國
  - 孟森：“庶知三百年公论不定，一翻明末人当时之记载，愈坠云雾中。论史者将谓今日之人不应妄断古人之狱，惟有求之故纸，凭耳目所及者之言以为信。岂知明季之事，惟耳目相及之人，恩怨是非尤为纠葛。”（見《明本兵梁廷栋请斩袁崇焕原疏附跋》，孟森以研究滿清開國史名世）
  - 萧一山：“熊廷弼、袁崇焕、孙承宗，皆以盖世之才，治辽事而有余，然或内毁于阉党，外罹于反间，不终其位。”（《清代通史》第一卷第二篇）
  - 金庸：“袁崇焕真像是一个古希腊的悲剧英雄，他有巨大的勇气，和敌人作战的勇气，道德上的勇气。他冲天的干劲，执拗的蛮劲，刚烈的狠劲，在当时猥琐萎靡的明末朝廷中，加倍的显得突出。”（《袁崇焕评传》，附武俠歷史小說《碧血劍》後）

- 大陸政治人物
  - 李济深：“论明清间事者，佥以为督师不死，满清不能入主中原。”（見《重修明督师袁崇焕词墓碑》，民革主要領導人之一）
  - 迟浩田：“袁崇焕是我们中华民族的一个伟大英雄，我们岳飞、袁崇焕都是在中华民族历史上有褒有贬，经历坎坷，但是最终一条，人民的眼睛是雪亮的，历史是公正的。”[來源請求]

## 影視形象

### 電影
- 1969年電影《龍膽》：黃新

### 電視劇
- 1985年电视剧《碧血剑》：曾江
- 1987年电视剧《袁崇焕》：张孝中
- 1987年电视剧《狂龍》：黎漢持
- 1988年电视剧《牢》：郑少秋
- 1999年电视剧《袁崇焕传》：莫少聪
- 2000年电视剧《碧血剑》：王志华
- 2002年电视剧《孝庄秘史》：王岗
- 2003年电视剧《江山风雨情》：张孝中
- 2005年电视剧《明末风云》：王建国
- 2015年电视剧《大玉儿传奇》：陈玥
- 2017年电视剧《超时空男臣》：萧正楠
- 2018年电视剧《袁崇焕(邵兵版)（日语：袁崇煥 (中華人民共和国のテレビドラマ)）》：邵兵

### 舞台劇
- 香港「致群劇社」於2001年3月上演《袁崇煥之死》，於西灣河文娛中心首演三場均座無虛設，並於2002年在壽臣劇院重演。編劇白耀燦，並由陳恆輝導演，余世騰擔任監製及副導演，張秉權為戲劇文學指導；主要演員有馮祿德、歐燕文、麥洛新等。劇中的主角並非袁崇煥，而是冒死為他收屍的佘義士(陳敏斌飾)及其後人，佘家一代復一代，在北京市內東城區守護着袁崇煥之墓。劇本於2012年獲香港政府教育局課程發展處收錄在其出版的《中學中國語文戲劇教材系列（二）》之「劇本選輯及導賞」，當中共收錄了12個本地原創劇，除提供劇本外，亦附導賞及教學建議。教材套已派發全港中學，並上載教育局網頁，教師可考慮選為教材，將戲劇元素融入中國語文或文學教學之中。[196]

## 註記
1. ↑  袁崇煥籍主要有廣東東莞、廣西藤縣及廣西平南三說，而據《萬曆己未科進士履歷便覽》所載為藤縣籍東莞人，另《明史》和《東莞縣志》的記載是廣東東莞、《明季北略》的記載是廣西藤縣、《平南縣志》的記載是廣西平南。
2. ↑  袁崇煥到浙江嵊县游览时，与友秦六郎中宵长谈，有《话别秦六郎》诗：“海鳄波鲸夜不啾，故人谈剑剡溪头。言深夜半犹疑昼，酒冷凉生始觉秋。水国芙蓉低睡月，江湄杨柳软维舟。自怜作赋非王粲，戛玉鸣金有少游。”
3. ↑  據《三朝遼事實錄》記載，高第在其出鎮遼東後，因發現「錦右」一帶難以防守，要求在入冬前將「錦右」一帶的軍民和物資「歸併寧遠」。撤退命令不包括寧遠，而袁崇煥沒有遵行命令將物資搬入寧遠。见：《三朝遼事實錄》卷十六：經略高第奏：「……由此以東如錦州城大而朽壞，松山、杏山、右屯城小而低薄，皆前鋒遊哨之地。夏秋無事防護屯種，入冬遇大敵則歸併寧遠以便保守。」；《三朝遼事實錄》卷十五頁十一：寧前兵備袁崇煥揭：「……兵法有進無退，錦、右一帶既安設兵將、藏卸糧料、部署廳官，安有不守而撤之？萬萬無是理，脫一動移示敵以弱，非但東奴即西虜亦輕中國，前柳河之失，皆緣若輩貪功自為送死，乃因此而撤城堡動居民，錦、右動搖，寧前震驚，關門失障，非本道之所任者矣。必如閣部言之又讓，至於無可讓而止。」；《三朝遼事實錄》卷十五：寧前兵備袁崇煥揭：「據錦右糧屯通判金啟倧呈照，錦、右、大淩河三城皆前鋒要衝，倘收兵退守，既安之百姓，復罹播遷，已復之封疆反歸夷虜，榆關內外更堪幾次退守耶。呈詳到道，據此為照。」；《明熹宗七年都察院實錄》：袁崇煥題：「……傾巢入犯，視蕞爾之寧遠如杌上肉，至兵過錦右一帶。彼不知臣之先行撤入，而謂我先逃，故一往而無復顧忌，直抵寧遠城下。」
4. ↑  也就是所謂「城凍不墮」，這個情況在皇太極跟袁崇煥「議和」的往來書信中曾兩次提到：《滿文老檔》：「爾一面遣使議和，一面急修城垣。前寧遠城凍，掘之未墮，自以為得計，遂詐稱議和，乘機築城耳。不顧太平，而顧兵戈，乃不易也。縱能加固數城，而其所有城池及田禾，能盡堅固乎？」；《滿文老檔》：我父汗曰：「……然明乘修葺寧遠，不肯罷兵，遂往徵寧遠。時因城墻凍，掘之未墮，是以班師。」
5. ↑  《烈皇小識》、《明季北略》、《國榷》等明人史料皆無反間計之說；反間計之說見於《明史》、《明通鑒》、《東華錄》等。一般認為袁崇煥下獄在辛亥朔前，太監被執縱還在辛亥朔後（《東華錄》說十一月庚戍縱還此二太監，《崇禎長編》說十二月甲子還此二太監），時間點上有矛盾之處。金庸则在《袁崇煥評傳》中表示袁崇煥是被囚禁半年後才被處死的，不大可能是因一時激憤誤殺，而認為崇禎殺袁崇煥的根本原因不是中“反間計”，而是兩人之間個性的衝突。崇禎帝之後也繼續殺害了許多大臣。